# Mount Cassidy
Mount Cassidy är ett berg i Antarktis. Det ligger i Östantarktis. Nya Zeeland gör anspråk på området. Toppen på Mount Cassidy är 1 917 meter över havet.
Terrängen runt Mount Cassidy är kuperad norrut, men söderut är den bergig. Trakten är obefolkad. Det finns inga samhällen i närheten.